# Micromacromia miraculosa
Micromacromia miraculosa é uma espécie de libelinha da família Libellulidae.
É endémica de Tanzânia. 
Os seus habitats naturais são: florestas subtropicais ou tropicais húmidas de baixa altitude e rios. 
Está ameaçada por perda de habitat. 